# 猫目石
猫目石（ねこめいし、猫眼石）は、宝石の一種。金緑石（クリソベリル Chrysoberyl）の変種で、猫睛石（びょうせいせき）ともいう。
英語から「キャッツアイ（Cat's Eye）」ともいうが、厳密には「キャッツアイ」というのは、宝石に光の効果で猫の目のような模様がでる「キャッツアイ効果」のことであって、「猫目石」のみを「キャッツアイ」と称するのは正しくない。本来の宝石種である「クリソベリル」という名前をつけて、「クリソベリル・キャッツアイ」と呼ぶほうが正確である。

## 概要
硬度は8.5、比重は3.72。
クリソベリルキャッツアイは不思議な石で、現在ただのクリソベルはその稀少性に反した価格で取引されているが、これにキャッツアイ効果（シャトヤンシー）が現れた途端何百何千倍の破格の値段で取引される。裏を返せばそれだけこのクリソベリルキャッツアイの美しさが際立っているということである。
産地はブラジルやスリランカが有名で、地色が蜂蜜色をしているカボションに、白いはっきりした目がでる
ものが価値があるといわれている。(いわゆる「ミルクと蜂蜜効果」)
ただ、日本人の言うハニーカラーは海外のそれとはずれがあり、前者はかなり「黄色い」ものをそう呼ぶ傾向にあるが、後者はもっと深い、ブラウンに近い深みのある色のことを指す。ハニーカラーと共にアップルグリーンの石が珍重される。それ以外にもインド産のクリソベリルキャッツアイが最近、安価に入手できるが、地色は薄い緑がかった黄色のため、あまり美しいとは言えない。
同じクリソベルに属するアレキサンドライトにも稀にキャッツアイが表れることがある。これはただでさえ高価なアレキサンドライトにキャッツアイの価値が加わり、数ある宝石の中でも最も稀少価値がある。しかしこの石が産出されることは稀なので他の石のように決まった市場価格がなく、その都度に色味・変色性・シャトヤンシーの度合いによって価格が決まる。質の良い石であれば一級のダイアモンドにも劣らない価格で取引される。

## 利用用途
- ボタンやカフリンクス、ネクタイピン、真珠、ネックレス、指輪等の装身具に用いられる。